# 乔舒亚·威尔默
乔舒亚·威尔默（英語：Joshua Willmer，2004年12月1日—），生于奥克兰，新西兰男子游泳运动员。他曾代表新西兰参加2022年英联邦运动会游泳比赛，获得男子100米蛙泳SB8级金牌。